# Pabellón de Ghana en la Bienal de Venecia
El Pabellón de Ghana en la Bienal de Venecia es un espacio artístico ubicado en la ciudad de Venecia con motivo de la Bienal de Venecia. 
El primer Pabellón de Ghana y primera participación fueron en el año 2019. Bajo el nombre de "Ghana Libertad", el pabellón de Ghana debutó con seis artistas participantes: 
- Felicia Abban

- John Akomfrah

- El Anatsui

- Selasi Awusi Sosu

- Ibrahim Mahama

- Lynette Yiadom-Boakye

Todos ellos seleccionados por la comisaría de arte Nana Oforiatta Ayim. La selección pretendió ser variada en edad, disciplina y género, algunos de ellos en la diáspora. Todas las obras fueron encargadas especialmente para formar parte del Pabellón de Ghana en la Bienal de Venecia.

## Arquitectura
El arquitecto David Adjaye diseñó el pabellón con paredes rojas oxidadas de tierra importada desde Ghana, para reflejar las viviendas cilíndricas de tierra de Gurunsi dentro del espacio de exhibición de la Bienal, El Arsenale. El proyecto fue apoyado por el Ministerio de Turismo de Ghana y asesorado por el excurador de la Bienal Okwui Enwezor. Después de la exhibición, de mayo a noviembre de 2019, la exposición se exhibió en Acra, capital de Ghana.
- Datos: Q97185146